# Aleksandr Iermílov
Aleksandr Iermílov   (Ivànovo, 12 de desembre de 1954) és un jugador de voleibol rus, ja retirat, que va competir sota bandera de la Unió Soviètica durant les dècades de 1970 i 1980.
El 1976 va prendre part en els Jocs Olímpics d'Estiu de Mont-real, on guanyà la medalla de plata en la competició de voleibol. Quatre anys més tard, als Jocs de Moscou, guanyà la medalla d'or en la mateixa competició.
En el seu palmarès també destaquen una medalla d'or al Campionat del Món de voleibol de 1978 i tres medalles d'or al Campionat d'Europa de voleibol, el 1975, 1977 i 1979. A nivell de clubs jugà a l'Avtomobilist de Leningrad (1972-1982), amb qui guanyà dues Recopes d'Europa (1981 i 1982).
Una vegada retirat exercí d'entrenador en diversos equips.